# Soniq Circus
Soniq Circus är ett svenskt progressivt rockband baserat i Lund. Bandet grundades 1999 av Marcus Enochsson (gitarr, sång), Ambjörn Furenhed (bas), Martin Nilsson (keyboard) och Christer Ugglin (trummor). Då kallade sig bandet för Telepilot 380. Bandet bytte namn till Soniq Circus 2006, samtidigt som de släppte sitt självbetitlade debutalbum Soniq Circus.    
Gruppen har släppt tre fullängdsalbum, Soniq Circus (2006), Reflections in the Hourglass (2011) och Cursed Cruise (2025).   
Gitarristen Marcus Enochsson är även känd som grundaren till Progressive Circus, som specialiserar sig på att arrangera konserter och festivaler med band från många olika subgenrer ur den progressiva musiken.    

## Historia

### De tidiga åren
Bandet släppte sin demoskiva The Problem 2004. Kort därefter bytte de först namn till TP3, innan de slutligen bestämde sig för namnet Soniq Circus. Bandet släppte sin andra demo Still not making love 2006. Namnet var en anspelning på bandets dåvarande slogan "Make Music, Not Love". Då hade Markus Nilsson tagit över efter Furenhed som bandets basist, och Calle Lennartsson hade anslutit till bandet som sångare.

### Soniq Circus
Vid årsskiftet till 2006 tog Mathias Beckius över efter Martin Nilsson som bandets keyboardspelare och bandet gjorde ännu ett namnbyte till Soniq Circus. Med denna sättning släppte bandet sitt officiella debutalbum Soniq Circus på skivbolaget Progress Records. 

### Reflections in the Hourglass
Hösten 2008 anslöt Marco Ledri till bandet som ny keyboardist, och Calle Lennartsson lämnade bandet. Därmed tog Marcus Enochsson över som bandets leadsångare på nytt. Det andra fullängdsalbumet Reflections in the Hourglass släpptes hösten 2011. Albumet utspelar sig under en timme av sömnlöshet för huvudpersonen i historien.  
Gruppen började därefter arbeta med det som skulle bli sitt tredje album. Albumets release blev uppskjutet under många år på grund av kreativa problem och missnöje kring inspelningen och mixningen av låtarna. Under denna perioden han både Martin Grönlund börja och sluta som bandets sångare innan Alexander Abrahamsson tog över rollen som leadsångare 2015. Först skulle albumet släppas någon gång under 2016 för att sedan skjutas upp på obestämd tid.  

### I'm Awake, Carry On Life
Bandet började under 2019 istället arbeta med det som skulle bli deras första EP-skiva, I'm Awake, Carry On Life. EP-skivan släpptes under 2020. Namnet på EP-skivan anspelar på titlarna på de fyra låtarna, som tillsammans bildar meningen "I'm Awake, Carry On Life". 

### Cursed Cruise
Bandet fortsatte att arbeta med sitt tredje fullängsdsalbum, betitlat Cursed Cruise. Efter responsen från bandets första EP bestämde sig bandet att arbeta på ett annorlunda sätt med sitt tredje album än vad de gjort med sina två första. Istället för att spela in och mixa hela albumet som en helhet så delades albumet upp i tre olika kapitel. Första kapitlet The Game Begins släpptes under 2022, det andra kapitlet The Accident släpptes 2024. Slutligen släpptes albumet som helhet tidigt 2025. Cursed Cruise utspelar sig på ett kryssningsfartyg, på vilket historiens tre huvudpersoner får ett val att spela ett kortspel om sina öden. Det som sker under själva kortspelet påverkar vad som händer i verkligheten för de olika huvudkaraktärerna, samt för fartyget de befinner sig på.

## Nuvarande medlemmar
- Marcus Enochsson - Gitarr och sång
- Christer Ugglin - Trumset
- Markus Nilsson - Bas
- Marco Ledri - Keyboard
- Alexander Abrahamsson - Sång, back-up gitarr och percussion

## Diskografi
Album
- 2007 – Soniq Circus
- 2011 – Reflections in the Hourglass
- 2025 – Cursed Cruise

EP
- 2020 – I'm Awake, Carry On Life
- 2022 – Chapter 1: The Game Begins
- 2024 – Chapter 2: The Accident

Singlar
- 2023 – The I of the Storm